# Futbol'nyj Klub Dynamo Kyïv 1981
Questa voce raccoglie le informazioni riguardanti il Futbol'nyj Klub Dynamo Kyïv, meglio conosciuta come Dinamo Kiev, nelle competizioni ufficiali della stagione 1981.

## Stagione
Nella stagione 1981 la Dinamo Kiev vinse il suo decimo titolo nel campionato sovietico. In coppa la Dinamo Kiev fu eliminata ai quarti di finale dallo Spartak Mosca. In Coppa dei Campioni la Dinamo giunse fino ai quarti di finale dove perse il doppio confronto contro gli inglesi dell'Aston Villa, futuri campioni di quell'edizione. L'andata, conclusa a reti inviolate, si svolse al Respublikanskij sportivnyj kompleks Lokomotiv di Simferopoli anziché allo stadio della Repubblica di Kiev per motivi meteorologici.

## Maglie e sponsor
| Casa | Casa |

## Rosa
| N. |                             | Ruolo | Calciatore           |
| -- | --------------------------- | ----- | -------------------- |
| -  | Unione Sovietica (bandiera) | P     | Viktor Čanov         |
| -  | Unione Sovietica (bandiera) | P     | Mychajlo Mychajlov   |
| -  | Unione Sovietica (bandiera) | D     | Anatoli Demianenko   |
| -  | Unione Sovietica (bandiera) | D     | Oleh Kuznjecov       |
| -  | Unione Sovietica (bandiera) | D     | Volodymyr Bezsonov   |
| -  | Unione Sovietica (bandiera) | D     | Volodymyr Lozyns'kyj |
| -  | Unione Sovietica (bandiera) | D     | Serhij Baltača       |
| -  | Unione Sovietica (bandiera) | D     | Oleksandr Bojko      |
| -  | Unione Sovietica (bandiera) | D     | Oleksandr Sorokalet  |
| -  | Unione Sovietica (bandiera) | C     | Anatolij Kon'kov     |

| N. |                             | Ruolo | Calciatore           |
| -- | --------------------------- | ----- | -------------------- |
| -  | Unione Sovietica (bandiera) | C     | Andrej Bal'          |
| -  | Unione Sovietica (bandiera) | C     | Leonid Burjak        |
| -  | Unione Sovietica (bandiera) | C     | Vasyl' Rac           |
| -  | Unione Sovietica (bandiera) | C     | Aleksandr Xapsalïs   |
| -  | Unione Sovietica (bandiera) | C     | Vadym Jevtušenko     |
| -  | Unione Sovietica (bandiera) | C     | Volodymyr Veremjejev |
| -  | Unione Sovietica (bandiera) | C     | Jaroslav Dumanskij   |
| -  | Unione Sovietica (bandiera) | A     | Oleh Blochin         |
| -  | Unione Sovietica (bandiera) | A     | Ihor Bjelanov        |
| -  | Unione Sovietica (bandiera) | A     | Viktor Chlus         |

## Risultati

### Coppa dei Campioni
| Arbitro: | Brummeier |

|             |           |  |
| Blochin 73’ | Marcatori |  |

| Arbitro: | Dočev |

|                |           |          |
| Canalioğlu 27’ | Marcatori | 8’ Chlus |

| Arbitro: | Anderco |

|  |           |          |
|  | Marcatori | 23’ Bal' |

| Arbitro: | Ericsson |

|            |           |            |
| Burjak 37’ | Marcatori | 22’ Petkov |

| Sinferopoli 3 marzo 1982, ore 19:00 Quarti di finale – Andata | Dinamo Kiev | 0 – 0 referto | Aston Villa | Respublikanskij sportivnyj kompleks Lokomotiv (36 000 spett.)\| Arbitro: \| Eschweiler \| |
| Arbitro:                                                      | Eschweiler  |               |             |                                                                                           |

| Arbitro: | Van Langenhove |

|                      |           |  |
| Shaw 6’ McNaught 41’ | Marcatori |  |

## Statistiche

### Statistiche di squadra
| Competizione       | Punti | Totale | Totale | Totale | Totale | Totale | Totale | DR  |
| Competizione       | Punti | G      | V      | N      | P      | Gf     | Gs     | DR  |
| ------------------ | ----- | ------ | ------ | ------ | ------ | ------ | ------ | --- |
| Vysšaja Liha       | 53    | 34     | 22     | 9      | 3      | 58     | 26     | +32 |
| Coppa dell'URSS    | 9     | 7      | 5      | 1      | 1      | 12     | 4      | +8  |
| Coppa dei Campioni | -     | 6      | 2      | 3      | 1      | 4      | 4      | 0   |
| Totale             | 62    | 47     | 29     | 13     | 5      | 74     | 34     | +30 |